# Opius bururianus
Opius bururianus är en stekelart som beskrevs av Fischer 1968. Opius bururianus ingår i släktet Opius och familjen bracksteklar. Inga underarter finns listade i Catalogue of Life.